# Gumilla adspersus
Gumilla adspersus är en insektsart som beskrevs av Navás 1912. Gumilla adspersus ingår i släktet Gumilla och familjen vattenrovsländor. Inga underarter finns listade i Catalogue of Life.